# Le Fils de la Grande Ourse
Pour les articles homonymes, voir Grande Ourse (homonymie).
Pour plus de détails, voir Fiche technique et Distribution.
Le Fils de la Grande Ourse (Die Söhne der großen Bärin) est un film est-allemand réalisé par Josef Mach, sorti en 1966.
Il s'agit d'une adaptation de la série de romans de Liselotte Welskopf-Henrich (de).

## Synopsis
1874. Dans une cabane, le gang mené par Red Fox assassine l'Indien Mattotaupa, parce qu'il refuse de dire où sa tribu cache l'or. Son fils Tokei-ihto voit la scène. En tant que chef de guerre de la bande des Ours de la tribu des Oglalas, Tokei-ihto se venge en créant des troubles et s'attaque au fort militaire des Blancs. Deux ans après l'assassinat, Tokei-ihto est invité à une conférence de paix dans le fort reconstruit. Il est arrêté et emprisonné pendant des mois pour trahison.
Après sa libération, Tokei-ihto décide de quitter la réserve avec la bande des Ours et s'installe au Canada. La route est très difficile : il faut franchir le Missouri, mais aussi faire face à des Indiens hostiles. Mais le pire danger est la bande de Red Fox qui veut tuer Tokei-ihto. Après avoir franchi le Missouri, Tokei-ihto et Red Fox se retrouvent et se battent en duel. Tokei-ihto donne la mort à Red Fox.

## Fiche technique
- Titre original : Die Söhne der großen Bärin (litt. « Les Fils de la Grande Ourse »)
- Titre français : Le Fils de la Grande Ourse[1] ou Les Fils de la Grande Ourse
- Réalisation : Josef Mach assisté d'Anita Francke et de Maya Löffler
- Scénario : Liselotte Welskopf-Henrich (de) d'après ses propres romans
- Musique : Wilhelm Neef (de)
- Direction artistique : Paul Lehmann
- Costumes : Günter Schmidt
- Photographie : Jaroslav Tuzar
- Son : Bernd Gerwien
- Montage : Ilse Peters (de)
- Production : Hans Mahlich (de)
- Sociétés de production : DEFA
- Société de distribution : VEB Progress Film-Vertrieb
- Pays d'origine :  Allemagne de l'Est
- Langue : allemand
- Format : Couleurs - 2,35:1 - Mono - 35 mm
- Genre : Western
- Durée : 92 minutes
- Dates de sortie :
  -  Allemagne de l'Est : 18 février 1966
  -  Allemagne de l'Ouest : 10 février 1967
  -  France : 17 juin 1970 (Alsace)[1]

## Distribution
- Gojko Mitić : Tokei-ihto
- Jiří Vršťala : Red Fox
- Rolf Römer : Tobias Wolfshäuptling
- Hans Hardt-Hardtloff (de) : Major Samuel Smith
- Gerhard Rachold (de) : Lieutenant Roach
- Horst Jonischkan (de) : Adams
- Jozef Majerčík : Tschetansapa
- Jozef Adamovič : Tschapa
- Milan Jablonský : Tonnerre des montagnes
- Hannjo Hasse : Pitt
- Helmut Schreiber (de) : Ben
- Rolf Ripperger (de) : Joe
- Brigitte Krause : Jenny
- Karin Beewen : Cate Smith
- Ruth Kommerell (de) : Tashina
- Kati Székely (de) : Uinonah
- Zofia Słaboszowska (de) : Mongschongschah
- Slobodanka Marković : Sitopanaki
- Hans Finohr (de) : Hawandschita
- Adolf Peter Hoffmann (de) : Mattotaupa
- Martin Ťapák : Schonka
- Horst Kube : Thomas
- Walter E. Fuß (de) : Theo
- Sepp Klose (de) : Tashunka Witko
- Jozo Lepetić : Bill
- Herbert Dirmoser : Alter Rabe
- Willi Schrade (de) : Tatokano
- Günter Schubert (de) : Feldger
- Franz Bonnet (de) : le père de Tashunka Witko
- Dietmar Richter-Reinick (de) : Lieutnant Warner
- Blanche Kommerell (de) : Eenah
- Johannes Wieke (de) : Un civil
- Henry Hübchen : Hapedah

## Histoire
Lorsque le western apparaît en Allemagne, la RDA refuse le genre américain avec des prospecteurs d'or avides ou des tireurs à la gâchette facile. Pour éviter ces clichés, on s'intéresse à des faits historiques et à la recherche ethnographique, afin que la vie quotidienne des Indiens ainsi que les rites tribaux reçoivent une attention particulière.
Avec Le Fils de la Grande Ourse et les autres films d'Indiens qui suivront, on veut établir une réponse aux adaptations d'œuvres de Karl May faites en Allemagne de l'Ouest (Les livres de Karl May sont refusés en RDA jusqu'en 1981). Pour le rôle principal, on choisit Gojko Mitić, qui a été figurant dans plusieurs de ces adaptations. Après la première le 18 février 1966, il devient une idole en RDA.
Entre 1965 et 1983, on produit en Allemagne de l'est onze osterns qui ont du succès en salles, mais aussi lors de leurs diffusions en plein air et dans les campings. Avec 9 442 395 entrées, Le Fils de la Grande Ourse est l'un des dix premiers films au box-office du temps de la RDA ; en Tchécoslovaquie, on en compte 1 737 900 et en URSS, 29,1 millions.